# دم‌دراز آبی‌کلاه
دم‌دراز آبی‌کلاه (نام علمی: Momotus coeruliceps) نام یک گونه از سرده دم‌درازهای دم‌پارویی است.